# Alois Haxpointner

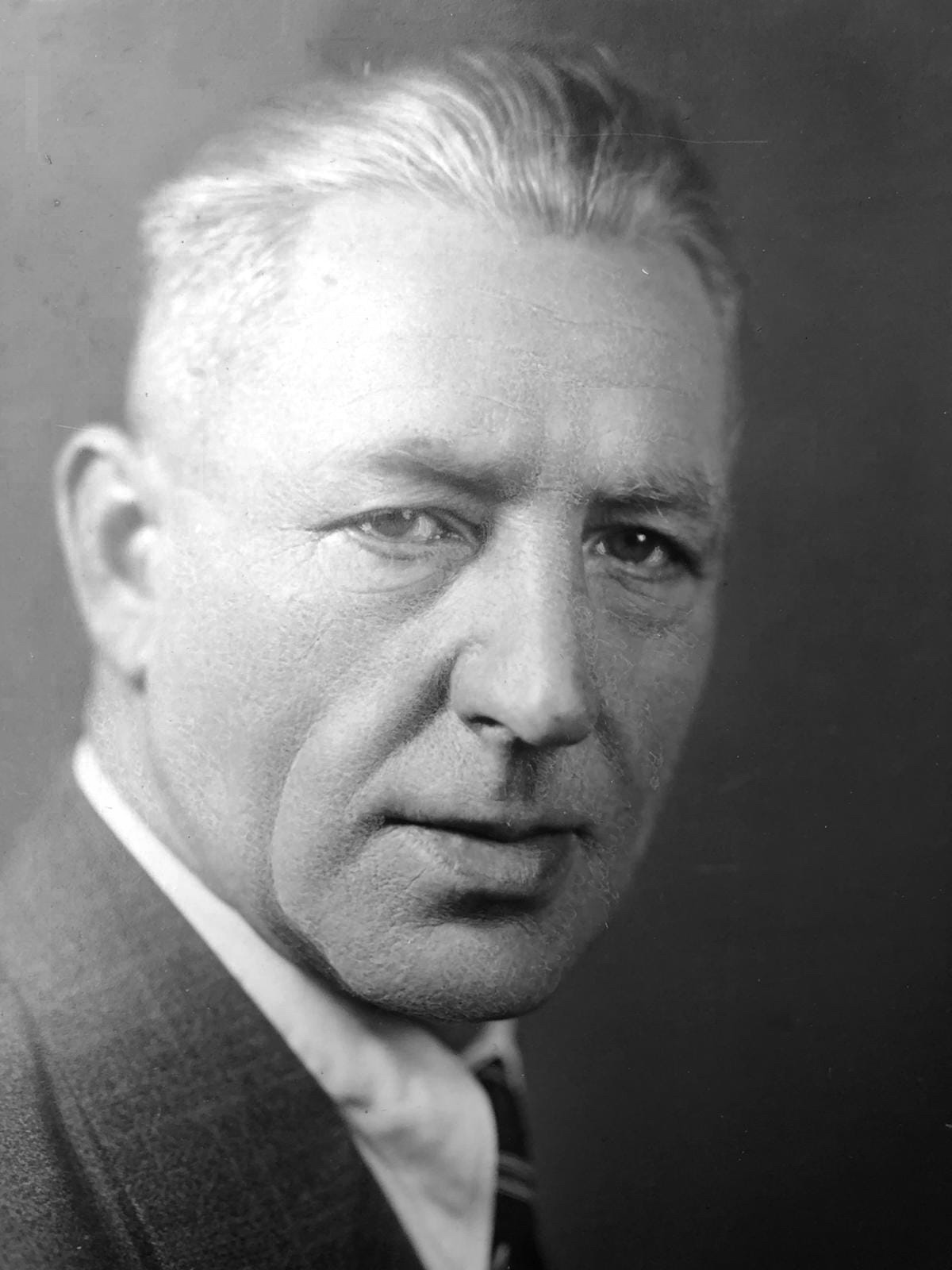
Alois Haxpointner

Alois Haxpointner (* 10. Juni 1893 in Burghausen; † 30. Juni 1979 in Traunstein) war ein deutscher Antifaschist, KPD-Vorsitzender in Burghausen, später SPD-Mitglied und dann parteilos.

## Leben
Alois Haxpointner beteiligte sich 1919 an der Kundgebung nach der Ermordung des bayerischen Ministerpräsidenten Kurt Eisner, trat in den zwanziger Jahren in Burghausen in die KPD ein und war Leiter des Kampfbundes gegen den Faschismus. Anfang der dreißiger Jahre bemüht er sich, zusammen mit den örtlichen Sozialdemokraten eine antifaschistische Einheitsfront gegen den aufkommenden Nationalsozialismus aufzubauen. Vor allem vor der Machtergreifung Adolf Hitlers 1933 gab es in Burghausen immer wieder heftige Auseinandersetzungen zwischen den Nationalsozialisten und linken Arbeitern.
Als die NSDAP am 7. Juni 1932 den damaligen ADGB-Kreisvorsitzenden zu einer Debatte in den bis heute existierenden Gasthof Glöckelhofer einluden, wurde diese in einer gemeinsamen Aktion von mehreren hundert Gewerkschaftern, der SPD-nahen Organisation Reichsbanner unter Georg Schenk sowie dem KPD-Kampfbund gegen den Faschismus unter der Führung von Haxpointner in der sogenannten „Schlacht im Glöckelhofer“ gewaltsam verhindert.
Als am 9. März 1933 eine Hakenkreuzfahne am Burghauser Rathaus gehisst werden sollte, demonstrierten etwa 20 Kommunisten unter Leitung von Haxpointner dagegen. Erst nachdem der Burghauser Bürgermeister Fischer die Landespolizei und die SA angefordert hatte, konnte die Fahne in den Abendstunden aufgezogen werden. Noch in der Nacht wurde Haxpointner und weitere Kommunisten verhaftet und bis Dezember 1933 im Zuchthaus Bernau inhaftiert. Nach einer Denunziation durch den Gestapo-Spitzel Max Troll (Deckname „Theo“) in der KPD wurde Haxpointner als „unverbesserlicher Gegner des Nationalsozialismus“ bis 1945 im KZ Dachau inhaftiert. Im April 1945 konnte er während eines „Todesmarsches“ in Richtung Alpen fliehen.
Nach Kriegsende kehrte Haxpointner nach Burghausen zurück, arbeitete als Schlosser bei der Stadt Burghausen und erhielt nach mehreren Verfahren eine kleine Entschädigung für seine Inhaftierungen. 1955 trat er aus Opposition gegen die Entwicklung des Sozialismus in der DDR in die SPD ein und war bis zu seinem Tod Mitglied der Vereinigung der Verfolgten des Naziregimes (VVN-BdA).
Anfang März 2023 schrieben der Buchautor Max Brym und der Filmemacher Jonas Volgger (Regisseur des Films Das rote Burghausen) einen offenen Brief an den Burghauser Bürgermeister Florian Schneider, in dem sie die Benennung einer Straße nach Alois Haxpointner vorschlugen, was von seinen Enkeln und Urenkelinnen befürwortet wurde. Der Vorschlag wurde von Schneider abgelehnt, da keine Straßenbenennungen anstünden und die Biographie von Haxpointner noch nicht hinreichend erforscht sei.
Haxpointner starb am 30. Juni 1979 in Traunstein. Sein mittlerweile aufgelöstes Grab befand sich auf dem Burghauser Friedhof.

## Gedenken
Am 11. März 2025 wurde im Botanischen Garten der Stadt Burghausen ein Mahnmal aufgestellt, das an Haxpointner und drei weitere Widerstandskämpfer erinnern soll, die am 28. April 1945 auf dem Werksgelände der Wacker Chemie erschossen wurden.